# نرماله‌کردن (متالورژی)

نمودار تعادلی فازی آهن-کربن

نرمال سازی فولاد (به انگلیسی: Normalizing)، نوعی عملیات حرارتی است که اغلب هم از نظر پردازش حرارتی و هم از نظر ریزساختار مورد توجه قرار می‌گیرد. منظور از نرمال سازی به عنوان یک پردازش حرارتی، گرمایش یک آلیاژ آهنی تا دمایی مناسب و بالاتر از محدوده دمای تبدیل و سپس خنک سازی آن در هوا تا دمایی خیلی پایین‌تر از دمای تبدیل می‌باشد. نرمال سازی همچنین از نقطه نظر ریزساختار مورد توجه قرار می‌گیرد. در این صورت، نرمال سازی برای تبدیل یک ساختار غیرهمگن، مانند ساختاری که پس از عملیات حرارتی آستنیتی کردن دما-بالا ایجاد می‌شود (برای مثال در حین فورجینگ داغ)، به یک ساختار ریزتر و یکنواخت تر استفاده می‌شود.

## ریز ساختار و خواص مکانیکی ناشی از نرماله کردن
فرایند نرماله کردن به دلیل ریزدانه شدن فولاد در طی این فرایند موجب بهبود خواص مکانیکی از جمله استحکام و سختی و کاهش انعطاف‌پذیری می‌شود و از این نظر در برخی موارد نرماله کردن به عنوان عملیات حرارتی نهایی منظور می‌شود. اما به دلیل ساختار فریتی_پرلیتی هرگز نمی‌توان با نرماله کردن خواص مکانیکی نظیر ساختارهای مارتنزیتی بدست آورد. پس در مواردی که هدف سخت کردن قطعاتی باشد که دارای دانه‌های درشت هستند نرماله کردن به عنوان یک عملیات حرارتی اولیه جهت ریز کردن دانه‌ها استفاده می‌شود.
هدف از عملیات حرارتی نرماله کردن از بین بردن اثرات ناشی از عملیات‌های قبلی (مانند کار گرم در دمای بالا یا کار سرد که موجب درشت دانه شدن فولاد می‌شوند) و ایجاد یک ساختار آستنیتی همگن است. همگن سازی ساختار به وسیلهٔ نرماله کردن عمدتاً به سه دلیل صورت می‌گیرد:
1. به عنوان عملیات حرارتی نهایی جهت بهبود خواص مکانیکی قطعه کار
2. به عنوان عملیات حرارتی اولیه قبل از سخت کاری یا آنیل کامل جهت دستیابی به یک ساختار یکنواخت و ریزدانه
3. در برخی موارد محدود در فولادهای کم کربن جهت ماشینکاری بهتر[۳]

## مقایسه فرایندهای نرماله کردن وآنیل کردن
تفاوت‌های اصلی نرماله کردن با آنیل کردن در دو مورد است:
1. دمای آستنیت کردن (به ویژه برای فولادهای هایپر یوتکتوئید): بالاتر بودن دمای آستنیته کردن در فرایند نرماله کردن نسبت به فرایند آنیل کردن موجب حلالیت بیشتر و یکنواخت تر عناصر آلیاژی و کاربیدها در ساختار فولاد می‌شود.

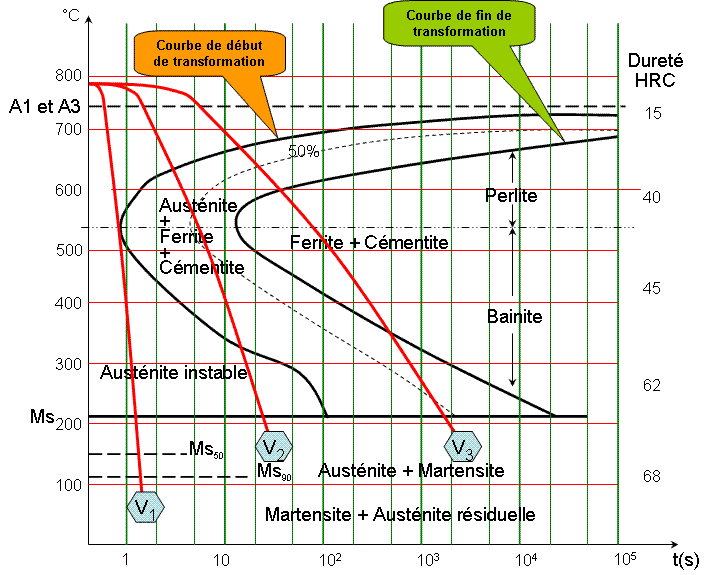
نمودار TTT نشان دهنده تأثیر سرعت سرد شدن فولاد از دمای آستنیته شدن بر روی ریز ساختار

2. نمودار TTT نشان دهنده تأثیر سرعت سرد شدن فولاد از دمای آستنیته شدن بر روی ریز ساختارنحوهٔ سرد شدن: نرخ سرد شدن بالاتر در این فرایند (سرد شدن در هوا) نسبت به نرخ سرد شدن در فرایند آنیل کردن (سرد شدن در کوره) موجب به وجود آمدن ساختاری ریزدانه تر می‌شود که در نتیجهٔ آن استحکام و سختی افزایش و انعطاف‌پذیری کاهش می‌یابد.

## کاربردهای نرماله کردن در صنعت
- فولادهای ریخته‌گری شده: در این فولادها به دلیل سرعت سرد شدن زیاد بعد از ریخته‌گری دارای ساختار درشت دانه و عموماً همراه با فریت سوزنی شکل هستند که یک عملیات حرارتی نرماله کردن در بازهٔ دمایی ۷۸۰ تا ۹۵۰ درجه سانتی گراد (بسته به ترکیب شیمیایی) می‌تواند این ساختار نامطلوب را برای فولادهای آلیاژی و غیر آلیاژی ۰٫۳–۰٫۶ درصد کربن ریخته‌گری شده از بین ببرد.
- فولادهای نورد گرم شده: پس از نورد گرم به دلیل کشیده شدن دانه‌ها در جهت نورد خواص مکانیکی در جهت‌های مختلف متفاوت خواهد شد. جهت از بین بردن این تفاوت خواص در جهات مختلف می‌توان از عملیات نرماله کردن استفاده نمود.
- فولادهای فورج شده در دمای بالا: در این فرایند به ویژه به هنگامی که قطعات دارای مقاطعی با اندازه‌های مختلف هستند به علت تفاوت در نرخ سرد شدن مقاطع مختلف ساختاری غیر یکنواخت ایجاد می‌شود با نرماله کردن می‌توان این به یک ساختار یکنواخت در این قطعات دست یافت.[۳]

## محدودیت‌های فرایند نرماله کردن
نکته ای که باید در رابطه با سرد شدن قطعات در هوا در ضمن نرماله شدن در نظر گرفته شود این است که نقاط مختلف یک قطعه با توجه به شکل هندسی و ضخامت آن در مقاطع مختلف با آهنگ‌های متفاوتی سرد می‌شوند. بدین صورت که هرچه قطعه حجیم تر باشد آهنگ سرد شدن نقاط مختلف در داخل آن کمتر است.
از اثر ابعاد قطعه بر روی آهنگ سرد شدن آن دو نکته مهم استنتاج می‌شود:
- در قطعات بزرگ آهنگ سرد شدن سطح قطعه نسبت به نواحی داخلی به شکل قابل ملاحظه ای بیشتر است که موجب ایجاد تنش پسماند کششی در سطح می‌شود.
- در قطعات خیلی کوچک به خصوص در فولادهای آلیاژی نرخ سرد شدن در هوا به اندازه ای است که ممکن است ساختار حاصل به جای فریت_پرلیت به یک ساختار مارتنزیت_بینیت تبدیل شود که این مسئله به ویژه در ساخت فولادهای ابزار مورد توجه قرار می‌گیرد.[۴]